# جون كيريغان
جون كيريغان (بالإنجليزية: John Kerrigan)‏ هو مؤرخ أدبي بريطاني، ولد في 1956.